# 李驥 (台灣音樂人)
李驥（1966年8月26日—），臺灣男歌手、词曲创作人，前男組合優客李林成員。1991年，李骥创作歌曲《认错》。这首歌是李骥为分手的女友而作。後來又出版同名書籍。2006年，李驥短暫復出舉辦演唱會。